# Gottscheer Zeitung
Gottscheer Zeitung (sl. Kočevski časopis) je bil časopis, ki je med letoma 1919–1941 izhajal v Kočevju. Izhajal je trikrat na mesec, v zadnjih letih pred ukinitvijo, pa je vedno bolj postajal glasilo nemške nacistične propagande.